# 아라발리산맥

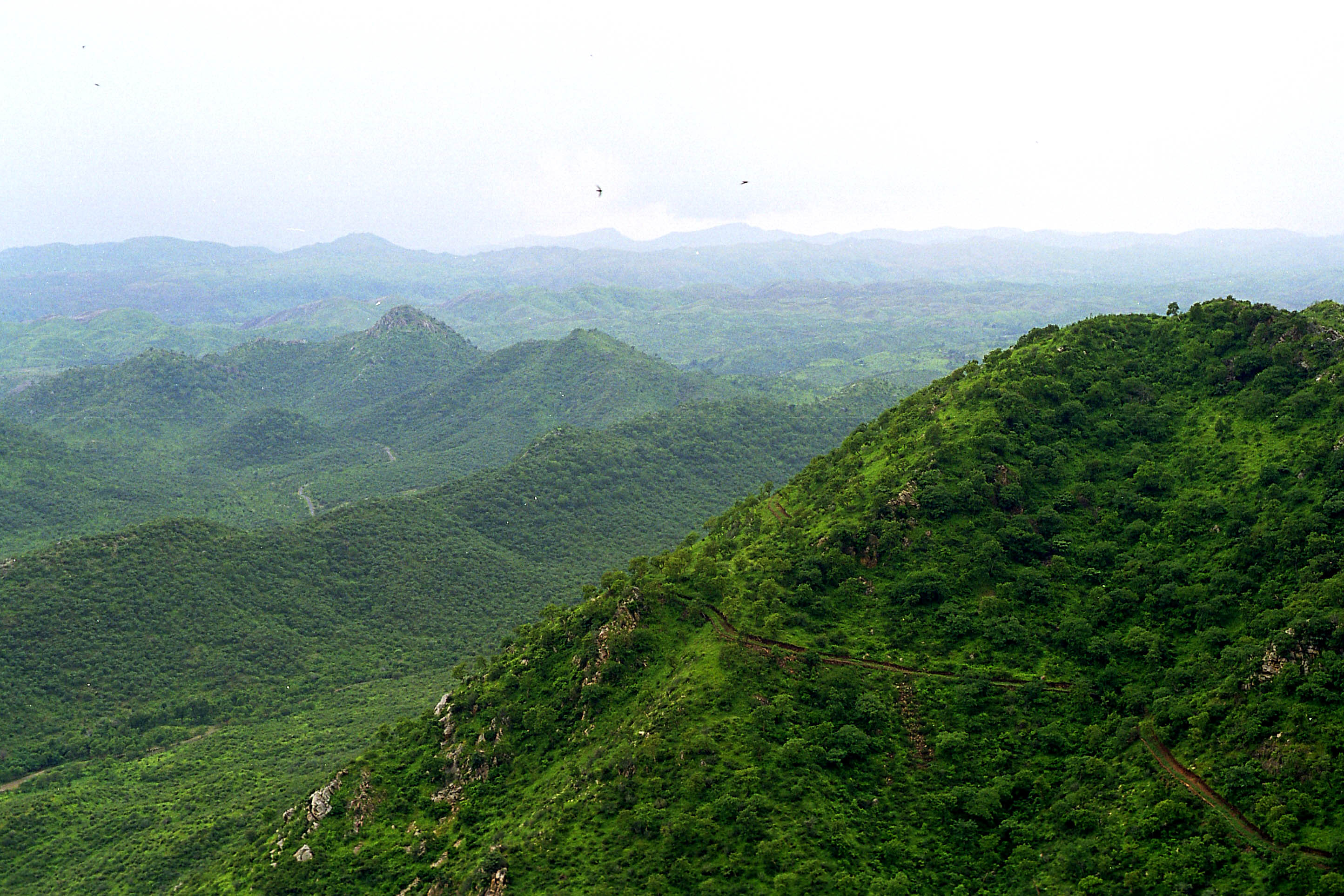
라자스탄주의 아라발리산맥

아라발리산맥(힌디어: अरावली पर्वतमाला, 영어: Aravalli Range)은 인도 북서부에 위치한 산맥으로, 델리 근처에서 시작하여 남부 하리아나주, 라자스탄주를 거쳐 구자라트주까지 남서 방향으로 약 670km에 달한다. 가장 높은 봉우리는 아부 산에 위치한 구루 시카르로, 해발 1,722m이다. 아라발리산맥은 지구상에서 가장 오래된 지질 지형 중 하나로, 원시 시대에 기원을 두고 있다.
아라발리산맥은 천연 자원이 풍부하며 서부 사막의 성장을 견제하는 역할을 한다.